# Stichopogon canus
Stichopogon canus är en tvåvingeart som beskrevs av Seguy 1932. Stichopogon canus ingår i släktet Stichopogon och familjen rovflugor. Inga underarter finns listade i Catalogue of Life.